# Withius japonicus
Withius japonicus är en spindeldjursart som beskrevs av Kuniyasu Morikawa 1954. Withius japonicus ingår i släktet Withius och familjen Withiidae. Inga underarter finns listade i Catalogue of Life.